# Aída Kemelmajer
Aída Kemelmajer de Carlucci (San Martín, Mendoza, 4 de noviembre de 1945) es una jurista argentina, oriunda de la provincia de Mendoza, donde fue miembro de la Corte Suprema de Justicia provincial. Es Doctora en Derecho de la Universidad de Mendoza, miembro de las Academias Nacionales de Derecho y Ciencia de Buenos Aires y Córdoba, la Academia Argentina de Ética en Medicina y la Asociación Argentina de Derecho Comparado. Es también Miembro honoraria de la Real Academia de Derecho y Legislación de Madrid, España. En 2016 recibió el Premio Konex de Brillante como la más destacada personalidad en Humanidades de la última década en Argentina, una de las máximas distinciones que se otorgan en dicho país en la actividad de las ciencias sociales.

## Formación
Aída Kemelmajer nació el 4 de noviembre de 1945 en la ciudad mendocina de General San Martín (Argentina) en el seno de una familia judía. Cursó la carrera de Derecho en la Universidad de Mendoza, habiendo obtenido el título de abogada a los 21 años de edad y posteriormente obtuvo el título de doctora en Ciencias Sociales y Jurídicas. En aquellos tiempos universitarios conoció a Nedo Carlucci, quien posteriormente se convertiría en su marido. Tiene dos hijos y cuatro nietos.

## Trayectoria académica y judicial
Abogada y Doctora en Derecho de la Universidad de Mendoza, Exministro de la Suprema Corte de Justicia de Mendoza; Conjuez de la Corte Suprema de la Nación; Miembro de las Academias Nacionales de Derecho de Buenos Aires y Córdoba; Academia Argentina de Ética en Medicina y Asociación Argentina de Derecho Comparado; y Extranteras, Académica Honoraria de la Real Academia de Jurisprudencia y Legislación de Madrid; Correspondiente de la Academia Paraguaya de Derecho y Ciencias Sociales y Academia Colombiana de Jurisprudencia; Profesora Eméritade la Universidad de Mendoza y de la Universidad Nacional de Cuyo; 30 designaciones como profesora honoraria y doctora honoris causa en las universidades argentinas del Nordeste en Corrientes y Chaco; Rosario; Mendoza; Noroeste Provincia de Buenos Aires (Pergamino) y Lomas de Zamora; Comahue (Neuquén); Empresarial Siglo 21; Córdoba, Abierta Interamericana; del Sur (Bahía Blanca); La Pampa; Gastón Dachary; Cuyo; Champagnat; San Pablo T; Aconcagua; y Tucumán, y de las universidades extranjeras Nacional Mayor de San Marcos, San Martín de Porres, Señor de Sipán, “Guillermo Urrelo” y Femenina del Sagrado Corazón, (Perú); Externado, (Colombia); Morelos (México), Paris XII Créteil Val de Marne y Montpellier (Francia). Profesora invitada por las universidades italianas de Bologna, Génova, Trento, Messina, Roma, Salerno, etc; francesas de París II (Assas-Panteon), X (Nanterre), XII (Créteil Val de Marne); XIII (Villetaneuse), Montpellier; Pontificia Javeriana de Colombia; La Habana de Cuba, Lima de Perú, etc. Profesora contratada para cursos de posgrado por las universidades francesas de Paris I Sorbonne; Paris II Panthéon-Assas¸ Paris X Nanterre; Paris XIII Villetaneuse; italianas de Génova y Bologna, Barcelona de España, Lima de Perú; las chilenas del Desarrollo, Nacional y Pontificia Católica; Del Externado y Medellín de Colombia, Católica de Porto Alegre, Brasil, De la República y Católica de Uruguay; Católica de la República Dominicana; Iberoamericana del Paraguay, etc. Pronunció 1082 conferencias en Argentina, y 313 en 32 países: Alemania, Bélgica, Bolivia, Brasil, Colombia, Costa Rica, Cuba, Chile, China, Dinamarca, Ecuador, El Salvador, España, Estados Unidos, Francia, Grecia, Honduras, Italia, Kenia, Luxemburgo, México, Nicaragua, Panamá, Paraguay, Perú, Puerto Rico, República Dominicana, Rumania, Sudáfrica, Tailandia, Uruguay y Venezuela; dictó 595 cursos de posgrado en Argentina y 70 cursos en el extranjero; entre sus 37 libros publicados, dirigidos y coordinados, se encuentran: “La separación de hecho entre cónyuges”; “La capacidad civil del menor que trabaja”; “Los privilegios en el proceso concursal”; “La responsabilidad civil en el derecho de familia”; “La cláusula penal”; “Derecho real de superficie”; “Temas modernos de responsabilidad civil”; “Daños causados por dependientes”; “Responsabilidad del Estado por los errores judiciales”; “Protección jurídica de la vivienda familiar”; “Calificación registral de los documentos que tienen origen en decisiones judiciales”; Justicia Restaurativa, “El nuevo Derecho de Familia”, “Alimentos”, “La aplicación del Código Civil y Comercial a las relaciones y situaciones existentes”, “Manual de derecho privado”, “El criterio de la razonabilidad en el derecho privado”, etc; publicó  548 artículos monográficos en Argentina y el extranjero; 73comentarios y 40 presentaciones de libros; 81 prólogos; 30 traducciones  del francés e italiano; Integrante de la Comisión de Estudios para la Unificación de las normas procesales de UNIDROIT; del Comité Nacional de Ética  y participante de las Comisiones de Reformas al  Código Civil Argentino (Años 1992; 1998 y 2011), también del Comité Científico de la Unión International des Huissiers de Justice; y del grupo UNESCO (París-New York) sobre el principio de “precaución”. Obtuvo 127 premios, becas y distinciones del “Colegio de Registradores de la Propiedad de España”; tres “Konex de Platino” y el Konex de Brillante en “Derecho Civil” (1994); “Jueces” (1996) y “Humanidades” (2016); “Asociación de Mujeres Profesionales”; “Colegio de Abogados de Morón”; “Coca Cola en la Ciencia y en las Artes”; “Congreso de la Nación Argentina”; “Municipalidad de Mendoza”; Revista “La Ley”; “Justicia 2001”; Ufficiale dell´“ordine al merito” della Repubblica Italiana; Orden Caballero del Ejército de los Andes; Medalla al Mérito Académico por la Universidad Nacional Autónoma de México; Legislatura de la Provincia de Mendoza; Ciudadana Ilustre de Mendoza; Personalidad destacada en el ámbito de las Ciencias Jurídicas por la Legislatura de la Ciudad Autónoma de Buenos Aires; Miembro de Honor de la Unión Nacional de Juristas de Cuba; Medaille d’Honneur Faculté de Droit Université Paris 13; etc. Idiomas extranjeros que habla, lee y escribe, francés, inglés e italiano, y lee portugués. 
Fue miembro de la Suprema Corte de Justicia de Mendoza desde 1983 hasta 2010, siendo la primera mujer en ocupar dicho cargo en la provincia.
Participó de las Comisiones de Reformas al Código Civil Argentino (años 1992; 1998).
En 2011, fue nombrada miembro de la Comisión de Notables encargada de realizar las reformas del Código Civil y del Código de Comercio, encomendadas por el Poder Ejecutivo Nacional.  Junto a ella, integran la comisión el titular de la Corte Suprema de Justicia Argentina, Ricardo Lorenzetti y la jueza del máximo tribunal Elena Highton de Nolasco.
A principios de 2011, mediante el decreto presidencial 191/2011, se constituyó la «Comisión para la elaboración del proyecto de ley de reforma, actualización y unificación de los Códigos Civil y Comercial de la Nación», integrada por el presidente de la Corte Suprema de la Nación Argentina, Ricardo Lorenzetti, la vicepresidenta de ese cuerpo, Elena Highton de Nolasco, y la exmiembro de la Suprema Corte de Justicia de la provincia de Mendoza Aída Kemelmajer de Carlucci. La comisión recibió propuestas y colaboraciones de numerosos juristas. A inicios de octubre del año 2014 se promulgó el nuevo Código Civil y Comercial de la Nación.
El anteproyecto elaborado por la Comisión de Notables sufrió modificaciones en el Congreso de la Nación Argentina en aspectos como la Responsabilidad del Estado entre otros siendo aprobado por mayoría simple en ambas Cámaras. La votación en la Cámara de Diputados fue de 134 votos a favor y ninguno en contra ya que los bloques opositores abandonaron el debate tras plantear sus objeciones. El Código Civil y Comercial entraría por medio de la ley n.º 27.077 (publicada en el B. O. el 19.12.2014) para el 1.° de agosto de 2015. El Congreso Nacional, que aprobó sus 2671 artículos mediante la ley 26.994 que dispuso su vigencia a partir del 1 de agosto de 2015, fecha a partir de la cual el Código de Vélez Sarsfield quedó derogado luego de 145 años de vigencia.
Junto con el anterior Código Civil (ley 340) se derogan las siguientes leyes: las nros. 11.357, 13.512, 14.394, 18.248, 19.724, 19.836, 20.276, 21.342 —con excepción de su artículo 6°—, 23.091, 25.509 y 26.005; la sección IX del capítulo II —artículos 361 a 366— y el capítulo III de la ley 19.550, t.o. 1984; los artículos 36, 37 y 38 de la ley 20.266 y sus modificatorias; el artículo 37 del decreto 1798 del 13 de octubre de 1994; los artículos 1° a 26 de la ley 24.441; los capítulos I —con excepción del segundo y tercer párrafos del artículo 11— y III —con excepción de los párrafos segundo y tercero del artículo 28— de la ley 25.248; los capítulos III, IV, V y IX de la ley 26.356. Derógase el Código de comercio, aprobado por las leyes nros. 15 y 2.637, excepto los artículos 891, 892, 907, 919, 926, 984 a 996, 999 a 1003 y 1006 a 1017/5.
Al respecto dijo la Dra. Kemelmajer días antes de la sanción en la Cámara de Diputados, en ocasión de una disertación sobre el Proyecto en la provincia de Misiones, refiriéndose a las modificaciones hechas por los Legisladores: "Los grandes maestros del derecho administrativo querían ampliar la responsabilidad del Estado (...) ¨¡Éstos lo que quieren es que el Estado no responda, y por eso voy a hacer una ley restringiendo lo que dice el Código Civil! (...) ¡éstos salen del Código Civil para achicar la Responsabilidad del Estado, y por eso me tienen tan enferma!...".

## Premios y distinciones

### Honores
- Ciudadana ilustre de la ciudad de Mendoza[11]
- Profesora Honoraria de la Universidad Nacional de La Pampa
- Ufficiale dell '"Ordine al Mérito" de la República Italiana
- Orden Caballero del Ejército de los Andes
- Distinción Honorable Senado de la Provincia de Mendoza
- Distinción Honorable Cámara de Diputados de Mendoza

### Doctorados Honoris Causa
- Universidad de París Val de Marne
- Universidades de San Marcos, San Martín de Porres; Señor de Sipán, Chiclayo y Cajamarca en Perú
- Universidad del Externado en Colombia
- Universidad Interamericana de México
- Universidades Nacional de Rosario, Comahue, Mendoza, Nacional del Sur y Nordeste en Argentina
- Universidad Nacional de Cuyo[12]
- Universidad Nacional de Córdoba[13]
- Universidad Empresarial Siglo 21

### Premios
- Premio del Colegio de registradores de la Propiedad de España
- Premio Konex de Platino en Derecho Civil (1996 y 2016[14]) y Jueces (1998)
- Premio Konex de Brillante: Humanidades (2016)[15]
- Premio de la Asociación de Mujeres Profesionales
- Premio del Colegio de Abogados de Morón
- Premio Coca Cola en las Ciencias y en las Artes
- Premio del Congreso de la Nación Argentina
- Premio de la Municipalidad de Mendoza
- Premio Justicia 2001 de la Universidad de Ciencias Empresariales y Sociales[16]
- Premio Medalla al Mérito Académico de la Universidad Autónoma de México

### Jurado
- Jurado Premios Konex 2006: Humanidades[12]

## Libros publicados
Selección:
- “La separación de hecho entre cónyuges”
- “La capacidad civil del menor que trabaja”
- “Los privilegios en el proceso concursal”
- “La responsabilidad civil en el derecho de familia”
- “La cláusula penal”
- “Derecho real de superficie”
- “Temas modernos de responsabilidad civil”
- “Daños causados por dependientes”
- “Responsabilidad del Estado por los errores judiciales”
- “Protección jurídica de la vivienda familiar”
- “Calificación registral de los documentos que tienen origen en decisiones judiciales”
- “Justicia Restaurativa”
- “El nuevo Derecho de Familia”
- “Alimentos”
- “La Aplicación del Código Civil y Comercial a las Relaciones y Situaciones Jurídicas Existentes”